# Tour d'Overijssel
Le Tour d'Overijssel (en néerlandais : Ronde van Overijssel) est une course cycliste néerlandaise disputée dans la province d'Overijssel. Créé en 1952, il est resté réservé aux amateurs jusqu'en 1996. Il fait partie de l'UCI Europe Tour depuis 2005, en catégorie 1.2. Il est par conséquent ouvert aux équipes continentales professionnelles néerlandaises, aux équipes continentales, à des équipes nationales et à des équipes régionales ou de clubs. Les UCI ProTeams (première division) ne peuvent pas participer.
Les éditions 2020 et 2021 sont annulées en raison de la pandémie de coronavirus.
Depuis 2014 et 2015, une course féminine est également organisée. Elle est classée par l'UCI en catégorie 1.1.
En 2025, la course n'est pas organisée en raison du sommet de l'OTAN prévu à la même date, mobilisant toutes les forces de l'ordre de la région.

## Palmarès

### Épreuve masculine
| Année     | Vainqueur                   | Deuxième                  | Troisième             |
| --------- | --------------------------- | ------------------------- | --------------------- |
| 1952      | Piet Smit                   | Daan de Groot             | Frans Mahn            |
| 1953      | Michel Stolker              | Piet Vermast              | Piet Waijboer         |
| 1954      | Mik Snijder                 | Joop van der Putten (nl)  | Willy Gramser         |
| 1955      | Michel Stolker              | Mattie van den Heuvel     | Henk Klein            |
| 1956      | Coen Niesten                | Ben Teunisse              | Piet Damen            |
| 1957      | Piet Damen                  | Jo de Roo                 | Jan van Vliet         |
| 1958      | Harry Scholten              | Antoon van der Steen      | Jan Rademakers        |
| 1959      | Bas Maliepaard              | Jan Janssen               | Mik Snijder           |
| 1960      | Jan Janssen                 | Ab Sluis                  | Dick Groeneweg        |
| 1961      | Piet van der Horst          | Jack Mesters              | John Pluimers         |
| 1962      | Henk Cornelisse             | Cees Snepvangers          | Jacques van der Kloot |
| 1963      | Leo van Dongen (nl)         | Jan Pieterse              | Leo Hermens           |
| 1964      | Gerben Karstens             | Jos van der Vleuten       | Hennie Schouten       |
| 1965      | Ad van Kemenade             | Dignus Kosten             | Piet Braspennincx     |
| 1966      | Gerard Vianen               | Rini Wagtmans             | Chris Hoedelmans      |
| 1967      | Ted Blom                    | Wim Bravenboer            | René Pijnen           |
| 1968      | Jan Krekels                 | Piet Kettenis             | Mathieu Gerrits       |
| 1969      | Bart Solaro                 | Hennie van Zandbeek       | Wim Jansen            |
| 1970      | John Cornelissen            | Jan Bakker                | Bert Boom             |
| 1971      | Charles de Smit             | Henk Poppe                | Cees Swinkels         |
| 1972      | Jo van Pol                  | Piet van Katwijk          | Jacques Schuitemaker  |
| 1973      | Jan Aling (nl)              | Fedor den Hertog          | Aad van den Hoek      |
| 1974      | Jan Lenferink               | Fons van Katwijk          | Henk Botterhuis       |
| 1975      | Wil van Helvoirt            | Henk Botterhuis           | Fons van Katwijk      |
| 1976      | Arie Hassink                | Jan Huisjes               | Piet Kuys             |
| 1977      | Frits Schur                 | Giel van der Sterren      | Bas van Lamoen        |
| 1978      | Herman Snoeijink            | Frits Pirard              | Bert Wekema           |
| 1979      | Arie Versluis               | Herman Snoeijink          | Wim Albersen          |
| 1980      | Herman Snoeijink            | Hans Vonk                 | Maarten de Vos        |
| 1981      | Jan Feiken                  | Egbert Koersen            | Henk Mutsaars         |
| 1982      | Jos Alberts                 | Gerard Wittenberg         | Frans Plantaz         |
| 1983      | Jan Spijker                 | Henk Havik                | Jacques Van Der Poel  |
| 1984      | Jan Spijker                 | Peter Pieters             | Gert Jakobs           |
| 1985      | Eddy Schurer                | Frank Pirard              | Jan Siemons           |
| 1986      | Rob Harmeling               | Pierre Raas               | Fons Schootman        |
| 1987      | Tom Cordes                  | Arno Ottevanger           | Pierre Duin           |
| 1988      | John Vos                    | Rober van de Vin          | Raymond Meijs         |
| 1989      | Pierre Duin                 | Arthur van Dongen         | Erwin Kistemaker      |
| 1990      | Tristan Hoffman             | Anthony Theus             | Mario Gutte           |
| 1991      | Frank van Veenendaal (nl)   | Eric Naberman             | Erik Dekker           |
| 1992      | Tonnie Teuben               | Wietse Veenstra           | Pascal Appeldoorn     |
| 1993      | Martin van Steen            | Rik Rutgers               | Erwin Kistemaker      |
| 1994      | Bennie Gosink               | John den Braber           | Anthony Theus         |
| 1995      | Louis de Koning             | Rik Rutgers               | Niels van der Steen   |
| 1996      | Anthony Theus               | Rudie Kemna               | Gerard Kemper         |
| 1997      | Rudie Kemna                 | Michael van der Wolf (nl) | Remco van der Ven     |
| 1998      | Tayeb Braikia               | Bart Boom                 | Marcel Duijn          |
| 1999      | Wim van de Meulenhof (nl)   | Wally Buurstede           | Rik Reinerink         |
| 2000      | Bart Boom                   | Arno Bouten               | Mark Vlijm            |
| 2001      | Non-disputé                 |                           |                       |
| 2002      | Brett Lancaster             | Kenny van Hummel          | Arno Wallaard         |
| 2003      | Alain van Katwijk           | Piet Rooijakkers          | John Sulkers          |
| 2004      | Jens Mouris                 | Piet Rooijakkers          | Ruud Aerts            |
| 2005      | Arno Wallaard               | Arthur Farenhout          | Marco Bos             |
| 2006      | Peter Moehlmann             | Niki Terpstra             | Jos van Emden         |
| 2007      | Marco Bos                   | Takashi Miyazawa          | Hannes Blank          |
| 2008      | Robin Chaigneau             | Bobbie Traksel            | Tom Veelers           |
| 2009      | Kenny van Hummel            | Eric Baumann              | Theo Bos              |
| 2010      | Job Vissers                 | Andy Cappelle             | Dennis Smit           |
| 2011      | Wouter Haan                 | Jesper Asselman           | Martin Hunal          |
| 2012      | Reinardt Janse van Rensburg | Huub Duyn                 | Wim Stroetinga        |
| 2013      | Tom Vermeer                 | Martin Mortensen          | Christoph Pfingsten   |
| 2014      | Dennis Coenen               | Coen Vermeltfoort         | Maurits Lammertink    |
| 2015      | Jeff Vermeulen              | Marco Zanotti             | Coen Vermeltfoort     |
| 2016      | Aidis Kruopis               | Joeri Stallaert           | Timothy Stevens       |
| 2017      | Nicolai Brøchner            | Bert Van Lerberghe        | Johim Ariesen         |
| 2018      | Piotr Havik                 | Harry Tanfield            | Max Kanter            |
| 2019      | Nils Eekhoff                | Martijn Budding           | Piotr Havik           |
| 2020-2021 | annulé                      | annulé                    | annulé                |
| 2022      | Coen Vermeltfoort           | Cameron Scott             | Joren Bloem           |
| 2023      | Coen Vermeltfoort           | Tim Torn Teutenberg       | Martin Pluto          |
| 2024      | Declan Trezise              | Oded Kogut                | Coen Vermeltfoort     |
| 2025      | annulé                      | annulé                    | annulé                |

### Épreuve féminine
| Année | Vainqueur      | Deuxième         | Troisième      |
| ----- | -------------- | ---------------- | -------------- |
| 2014  | Lisa Brennauer | Kirsten Wild     | Nina Kessler   |
| 2015  | Lauren Kitchen | Natalie van Gogh | Anouska Koster |